# كلارك هاريس
كلارك هاريس (بالإنجليزية: Clark Harris)‏ هو لاعب كرة قدم أمريكية أمريكي، ولد في 10 يوليو 1984 في ماناهاوكين في الولايات المتحدة.

## وصلات خارجية
- كلارك هاريس على موقع مرجع كرة القدم المحترفة.كوم (الإنجليزية)